# Scolecitrichopsis distinctus
Scolecitrichopsis distinctus är en kräftdjursart som först beskrevs av K.R.E. Grice och Hülsemann 1970.  Scolecitrichopsis distinctus ingår i släktet Scolecitrichopsis och familjen Scolecitrichidae. Inga underarter finns listade i Catalogue of Life.